# Bảo Thánh Hoàng hậu
Khâm Từ Bảo Thánh hoàng hậu (chữ Hán: 欽慈保聖皇后, ? - 13 tháng 9, 1293), là Hoàng hậu của Trần Nhân Tông, mẹ ruột của Trần Anh Tông.
Bà được biết đến với tư cách là con gái của Trần Hưng Đạo, cùng với sự tích che chắn voi, hổ cho phu quân của mình là Trần Nhân Tông, được sử gia ca ngợi với hình tượng hiền hậu

## Tiểu sử
Hoàng hậu là con gái trưởng của Hưng Đạo đại vương Trần Quốc Tuấn, mẹ là Thiên Thành Trưởng công chúa, con gái trưởng của Trần Thái Tông. Bà gọi Khâm Minh đại vương Trần Liễu là ông nội, gọi Thái Tông hoàng đế Trần Cảnh là ông ngoại, lại gọi Thái Tổ hoàng đế Trần Thừa là cụ tổ nội , và cũng là cụ tổ ngoại. Bà là em gái của Hưng Vũ vương Trần Quốc Nghiễn, người trở thành phò mã của Trần Thánh Tông khi cưới Thiên Thụy công chúa; Hưng Trí vương Trần Quốc Hiện; Hưng Nhượng vương Trần Quốc Tảng (cha của hoàng hậu của Trần Anh Tông là Bảo Từ Thuận Thánh hoàng hậu). Bà cũng có hai em gái, một về sau trở thành Kế hậu của Trần Nhân Tông (tức Tuyên Từ hoàng hậu); người kia là vợ của Phạm Ngũ Lão(tức Anh Nguyên quận chúa).
Năm Bảo Phù thứ 2 (1274), bà được lập làm Hoàng thái tử phi, trở thành chính thất của Hoàng thái tử Trần Khâm. Hai năm sau (1276), mùa thu, ngày 17 tháng 9, Thái tử phi sinh hạ Hoàng trưởng tôn Trần Thuyên, lập làm Hoàng thái tôn để kế vị, tức Anh Tông hoàng đế.
Năm Thiệu Bảo thứ 1 (1279), ngày đầu của tháng Giêng, Nhân Tông hoàng đế lên kế vị, Thái tử phi được lập làm Hoàng hậu. Hoàng hậu có tính nhu mì, thông minh sáng suốt, có nhân đối với kẻ dưới, được Nhân Tông hoàng đế yêu mến.
Năm Trùng Hưng thứ 9 (1293), ngày 9 tháng 3, Nhân Tông hoàng đế nhượng vị làm Thái thượng hoàng, Hoàng hậu được tôn làm Bảo Thánh hoàng thái hậu (保聖皇太后). Ngày 13 tháng 9, năm ấy, Thái hậu băng ở Lỗ Giang, phủ Long Hưng, tạm quàn ở hành cung Long Hưng.
Năm Hưng Long thứ 18 (1310), ngày 16 tháng 9, Hoàng hậu được an táng cùng Nhân Tông hoàng đế ở Đức lăng, phủ Long Hưng.

## Chắn hổ cản voi
Về công trạng của bà, Đại Việt sử ký toàn thư chép rằng:
"...Thượng hoàng (chỉ Trần Nhân Tông) thường làm chuồng hổ ở thềm Vọng Lâu, sai quân sĩ đánh nhau với hổ, thượng hoàng ngự trên lầu để xem, thái hậu (ý nói Bảo Thánh hoàng hậu) và phi tần đều theo hầu. Vì lầu thấp, song chuồng và thềm cũng thấp, con hổ chợt nhảy ra khỏi chuồng leo lên lầu, những người trên lầu đều chạy toan cả, duy chỉ có thượng hoàng và thái hậu cùng 4, 5 người thị nữ vẫn ở đấy. Thái hậu nghĩ bụng không khỏi bị hại, mới lấy chiếu che cho thượng hoàng và cả mình. Con hổ lên lầu rồi kêu gầm lên mà nhảy xuống, không hại ai cả."
Vào một lần khác, Trần Nhân Tông đang ngự tại điện Thiên An, xem đấu voi ở Long Trì. Con voi bỗng nhiên sổng thoát định xông lên điện tới nơi vua ngồi, khiến tả hữu sợ chạy tán loạn, chỉ có Bảo Thánh không dao động, bình tĩnh đối phó với thú dữ, bảo vệ nhà vua.
Sử thần Ngô Sĩ Liên bàn: "Con hổ hay vồ, con voi hay quật, há chẳng phải đáng sợ hay sao? Thế mà Thái Hậu (thời điểm chép là Kỷ Anh Tôn, nên Bảo Thánh Hoàng Hậu đã thành Thái Hậu), đương lúc con hổ, con voi đang lồng xông xáo, tâm thần không động, vẫn cứ thản nhiên. Vì là bụng nghĩ đã chắc, lý lẽ đã rõ vậy. Kể người đàn bà sức vóc yếu ớt mà có thể như thế, so với nàng Tiệp dư đứng chắn con gấu ngày xưa cũng không thẹn gì."

## Vinh danh[1]
Tại đền thờ Đức Thánh Trần ở Nha Trang, có ban thờ Đệ Nhất Vương Cô Quyên Thanh công chúa – Bảo Thánh hoàng hậu. Tại đó có bức bửu cáo viết những dòng ca ngợi bà như sau:
Đông A chi ngọc diệp lưu căn, giang sơn chung tú
Nam Việt chi kim âu vĩnh diện, thảo mộc quyết linh
Hương trú xuân viên, thụ kiếm nhi cao tiên chỉ điểm
nghĩa là:
Vốn là lá ngọc của nhà Trần, hun đúc bởi khí thiêng sông núi
Mãi như âu vàng của đất Việt, kết tinh từ linh diệu cỏ cây
Hương thơm bát ngát vườn xuân, gởi kiếm cung nhờ cao tiên chỉ dạy